# Gouvernement Ponta III
Pour les articles homonymes, voir gouvernement Ponta.
Roumanie
Ponta II Ponta IV
Le gouvernement Ponta III (en roumain : Guvernul Victor Ponta (3)) est le gouvernement de la Roumanie entre le 4 mars et le 17 décembre 2014, durant la septième législature du Parlement.

## Coalition et historique
Dirigé par le Premier ministre social-démocrate sortant Victor Ponta, ce gouvernement est constitué et soutenu par le Parti social-démocrate (PSD), l'Union nationale pour le progrès de la Roumanie (UNPR), l'Union démocrate magyare de Roumanie (UDMR) et le Parti conservateur (PC). Ensemble, ils disposent de 210 députés sur 404, soit 52 % des sièges de la Chambre des députés, et 93 sénateurs sur 170, soit 54,7 % des sièges du Sénat.
Il est formé à la suite de la rupture de l'Union sociale-libérale (USL) et succède au gouvernement Ponta II, constitué et soutenu par le PSD, l'UNPR, le Parti national libéral (PNL) et le PC. Le 26 février 2014, des tensions internes à l'USL au sujet de l'investiture du candidat commun à l'élection présidentielle, entraînent le départ du PNL de la coalition. Minoritaire, Victor Ponta se tourne alors vers l'UDMR, parti de la minorité hongroise, pour retrouver une majorité dans les deux chambres du Parlement.
Il remporte le vote de confiance du 4 mars au Parlement par 346 voix contre 192, soit 35 voix de plus que la totalité des suffrages de sa propre coalition.
Le 17 décembre, il est remplacé par le gouvernement Ponta IV, à la suite du départ de l'UDMR de la majorité parlementaire.

## Composition

### Initiale (4 mars 2014)
- Les nouveaux ministres sont indiqués en gras, ceux ayant changé d'attributions en italique.

| Fonction | Titulaire | Titulaire                                        | Parti |
| --- | --------- | ------------------------------------------------ | ----- |
| Premier ministre |           | Victor Ponta                                     | PSD   |
| Vice-Premier ministre Ministre du Développement régional et de l'Administration publique                                               |           | Liviu Dragnea                                    | PSD   |
| Vice-Premier ministre Ministre des Affaires intérieures                                                                                |           | Gabriel Oprea                                    | UNPR  |
| Vice-Premier ministre Ministre de l'Agriculture et du Développement rural                                                              |           | Daniel Constantin                                | PC    |
| Vice-Premier ministre Ministre de la Culture                                                                                           |           | Hunor Kelemen                                    | UDMR  |
| Ministres |           |                                                  |       |
| Ministre des Affaires étrangères |           | Titus Corlățean (jusqu'au 10/11/2014)            | PSD   |
| Ministre des Affaires étrangères |           | Teodor Meleșcanu                                 | Sans  |
| Ministre de la Défense nationale |           | Mircea Dușa                                      | PSD   |
| Ministre des Finances publiques |           | Ioana Petrescu                                   | Sans  |
| Ministre de l'Économie |           | Constantin Niță                                  | PSD   |
| Ministre de la Justice |           | Robert Cazanciuc                                 | Sans  |
| Ministre des Transports |           | Dan Șova (jusqu'au 24/06/2014) Ioan Rus          | PSD   |
| Ministre de la Santé |           | Nicolae Bănicioiu                                | PSD   |
| Ministre de l'Environnement et du Changement climatique                                                                                |           | Attila Korodi                                    | UDMR  |
| Ministre de la Société de l'information                                                                                                |           | Răzvan Cotovelea                                 | Sans  |
| Ministre du Travail, de la Famille, de la Protection sociale et des Personnes âgées                                                    |           | Rovana Plumb                                     | PSD   |
| Ministre de l'Éducation nationale |           | Remus Pricopie                                   | PSD   |
| Ministre des Fonds européens |           | Eugen Teodorovici                                | PSD   |
| Ministre de la Jeunesse et des Sports                                                                                                  |           | Gabriela Szabó                                   | Sans  |
| Ministres délégués |           |                                                  |       |
| Chargé du Budget (Auprès de la ministre des Finances)                                                                                  |           | Liviu Voinea (jusqu'au 15/06/2014) Darius Vâlcov | PSD   |
| Chargé des PME, du Milieu des affaires et du Tourisme (Auprès du ministre de l'Économie)                                               |           | Florin Jianu                                     | Sans  |
| Chargé de l'Enseignement supérieur, de la Recherche scientifique et du Développement technologique (Auprès du ministre de l'Éducation) |           | Mihnea Costoiu                                   | PSD   |
| Chargé des Eaux, des Forêts et de la Pêche (Auprès du ministre de l'Environnement)                                                     |           | Doina Pană                                       | PSD   |
| Chargé de l'Énergie (Auprès du ministre de l'Économie)                                                                                 |           | Răzvan Nicolescu                                 | Sans  |
| Chargé des Relations avec le Parlement (Auprès du Premier ministre)                                                                    |           | Eugen Nicolicea                                  | UNPR  |
| Chargé des Roumains expatriés (Auprès du ministre des Affaires étrangères)                                                             |           | Bogdan Stanoevici                                | Sans  |
| Chargé du Dialogue social (Auprès du ministre du Travail)                                                                              |           | Aurelia Cristea                                  | PSD   |

### Remaniement du 18 novembre 2014
- Les nouveaux ministres sont indiqués en gras, ceux ayant changé d'attributions en italique.

| Fonction | Titulaire | Titulaire         | Parti |
| --- | --------- | ----------------- | ----- |
| Premier ministre |           | Victor Ponta      | PSD   |
| Vice-Premier ministre Ministre du Développement régional et de l'Administration publique                                               |           | Liviu Dragnea     | PSD   |
| Vice-Premier ministre Ministre des Affaires intérieures                                                                                |           | Gabriel Oprea     | UNPR  |
| Vice-Premier ministre Ministre de l'Agriculture et du Développement rural                                                              |           | Daniel Constantin | PC    |
| Vice-Première ministre Ministre de la Culture                                                                                          |           | Csilla Hegedüs    | UDMR  |
| Ministres |           |                   |       |
| Ministre des Affaires étrangères |           | Bogdan Aurescu    | Sans  |
| Ministre de la Défense nationale |           | Mircea Dușa       | PSD   |
| Ministre des Finances publiques |           | Ioana Petrescu    | Sans  |
| Ministre de l'Économie |           | Constantin Niță   | PSD   |
| Ministre de la Justice |           | Robert Cazanciuc  | Sans  |
| Ministre des Transports |           | Ioan Rus          | PSD   |
| Ministre de la Santé |           | Nicolae Bănicioiu | PSD   |
| Ministre de l'Environnement et du Changement climatique                                                                                |           | Attila Korodi     | UDMR  |
| Ministre de la Société de l'information                                                                                                |           | Răzvan Cotovelea  | Sans  |
| Ministre du Travail, de la Famille, de la Protection sociale et des Personnes âgées                                                    |           | Rovana Plumb      | PSD   |
| Ministre de l'Éducation nationale |           | Remus Pricopie    | PSD   |
| Ministre des Fonds européens |           | Eugen Teodorovici | PSD   |
| Ministre de la Jeunesse et des Sports                                                                                                  |           | Gabriela Szabó    | Sans  |
| Ministres délégués |           |                   |       |
| Chargé du Budget (Auprès de la ministre des Finances)                                                                                  |           | Darius Vâlcov     | PSD   |
| Chargé des PME, du Milieu des affaires et du Tourisme (Auprès du ministre de l'Économie)                                               |           | Florin Jianu      | Sans  |
| Chargé de l'Enseignement supérieur, de la Recherche scientifique et du Développement technologique (Auprès du ministre de l'Éducation) |           | Mihnea Costoiu    | PSD   |
| Chargé des Eaux, des Forêts et de la Pêche (Auprès du ministre de l'Environnement)                                                     |           | Doina Pană        | PSD   |
| Chargé de l'Énergie (Auprès du ministre de l'Économie)                                                                                 |           | Răzvan Nicolescu  | Sans  |
| Chargé des Relations avec le Parlement (Auprès du Premier ministre)                                                                    |           | Eugen Nicolicea   | UNPR  |
| Chargé des Roumains expatriés (Auprès du ministre des Affaires étrangères)                                                             |           | Bogdan Stanoevici | Sans  |
| Chargé du Dialogue social (Auprès du ministre du Travail)                                                                              |           | Aurelia Cristea   | PSD   |